# لورا تومسون
لورا تومسون هي صحفية كندية، ولدت في 10 أغسطس 1979 في كيتشنر في كندا.